# 肯尼·克拉克
肯尼·克拉克（Kenny Clarke，1914年1月9日- 1985年1月26日），是爵士樂鼓手和樂隊指揮。他是咆勃爵士樂鼓樂主要者。他在巴黎度過了晚年生活。